# 吴以怀
吴以怀（1920年—2016年3月31日），海南东方人，中国人民解放军军事将领。
1936年5月加入中国共产党，参加抗日战争。1942年底，加入琼崖纵队并历任中队副指导员、指导员，支队副政委、第四团政委等职。1950年，海南岛战役后，历任师政治部副主任，海南军区榆林要塞区副政委，广州军区守备第十二师副政委等职。1964年被授予上校军衔，先后获得独立自由勋章、三级解放勋章和二级红星勋章。1981年7月离休。2016年3月31日，在海口市解放军第一八七医院逝世，享年96岁。